# Bourouse
Die Bourouse ist ein kleiner Fluss im Zentrum von Frankreich, der im Département Indre-et-Loire der Region Centre-Val de Loire südwestlich der Stadt Tours verläuft.

## Geografie

### Verlauf
Die Bourouse entspringt im östlichen Gemeindegebiet von Braslou, entwässert generell in nördlicher Richtung durch den Regionalen Naturpark Loire-Anjou-Touraine und mündet nach rund 16 Kilometern an der Gemeindegrenze von Theneuil und Parçay-sur-Vienne als linker Nebenfluss in die Vienne.

### Orte am Fluss
(Reihenfolge in Fließrichtung)
- Bouquilly, Gemeinde Braslou
- Villevert, Gemeinde Luzé
- Luzé
- Verneuil-le-Château
- Chezelles
- Lièze, Gemeinde Chezelles
- Theneuil
- La Planche, Gemeinde Parçay-sur-Vienne